# Freyastera tuberculata
Freyastera tuberculata är en sjöstjärneart som först beskrevs av Percy Sladen 1889.  Freyastera tuberculata ingår i släktet Freyastera och familjen Freyellidae. Inga underarter finns listade i Catalogue of Life.